# Район Ота (Токіо)
35°33′40.72″ пн. ш. 139°42′57.95″ сх. д. / 35.5613111° пн. ш. 139.7160972° сх. д.
Район́ О́та (яп. 大田区, おおたく, МФА: [oːta ku̥], «Великопольний район») — особливий район в японській столиці Токіо.

## Географія
Площа району Ота на 1 жовтня 2008 становила близько 59,46 км².

## Населення
Населення району Ота на 1 липня 2011 становило близько 694 788 осіб. Густота населення становила 11 685 осіб/км².

## Транспорт
- Міжнародний аеропорт Токіо

## Економіка

Головний офіс Canon

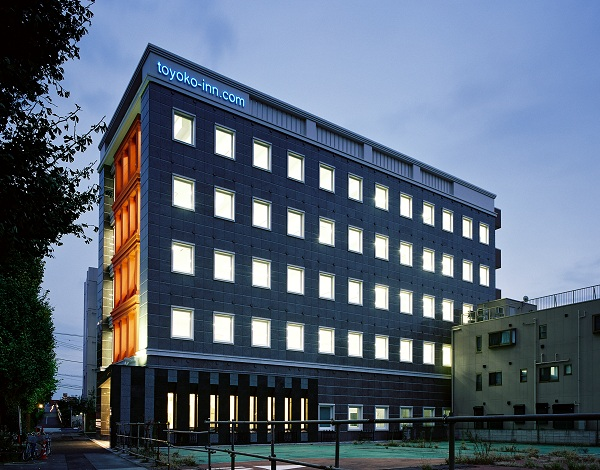
Головний офіс Toyoko Inn в Камата

Компанії, які мають головний офіс в цьому районі:
- Canon[4]
- Ikegami Tsushinki[5]
- Toyoko Inn[6][7]

## Уродженці
- Куросава Акіра — кінорежисер.

## Галерея

Розташування